# Metti, una sera a cena/Oggi te ne vai
Metti, una sera a cena/Oggi te ne vai è un singolo dell'attrice brasiliana Florinda Bolkan, pubblicato nel 1969.

## Descrizione
Il singolo è l'unica produzione discografica dell'intera carriera dell'attrice Florinda Bolkan. Il disco, arrangiato e diretto da Carlo Fidelibus, si avvale del supporto del coro dei I Cantori Moderni di Alessandro Alessandroni.  Il disco è stato pubblicato in due edizioni su 7" a 45 giri dall'etichetta discografica Det nel 1969 con numero di catalogo DTP 50.
Il lato A del 45 giri contiene la traccia Metti, una sera a cena, cantata in italiano dalla Bolkan, composta da Ennio Morricone su testo di Giuseppe Patroni Griffi. Si tratta del tema del film omonimo, usato come tema principale del film con questo titolo e in cui, nella  colonna sonora originale, si inseriscono i vocalizzi di Edda Dell'Orso. Una versione cantata, però in inglese, è presente come titoli di coda del film con il titolo Hurry to Me. Questa versione, tuttavia, è assente dalla prima edizione dell'album e presente solamente a partire dall'edizione per il mercato britannico del 1970. La versione cantata dalla Bolkan non fa parte della colonna sonora ufficiale del film.
Il lato B del disco contiene il brano Oggi te ne vai, composto da Alberto Anelli su testo di Angelantonio Cataldi e Riccardo Pradella, nel disco sono tuttavia accreditati i soli Anelli e Pradella, mentre l'attribuzione a Cataldi è attestata dall'archivio della SIAE.

## Tracce
1. Metti, una sera a cena – 3:54 (testo: Giuseppe Patroni Griffi – musica: Ennio Morricone)
2. Oggi te ne vai – 4:13 (testo: Angelantonio Cataldi, Riccardo Pradella – musica: Alberto Anelli)

Durata totale: 8:07

## Crediti
- Florinda Bolkan - voce
- Carlo Fidelibus - direzione d'orchestra
- I Cantori Moderni di Alessandro Alessandroni - cori